# همه ما همدیگر را خیلی دوست داشتیم
همه ما همدیگر را خیلی دوست داشتیم (ایتالیایی: C'eravamo tanto amati) فیلمی در ژانر کمدی و درام به کارگردانی اتوره اسکولا است که در سال ۱۹۷۴ منتشر شد.

## بازیگران
- استفانیا ساندرلی
- ویتوریو گاسمن
- نینو مانفردی
- استفانو ساتا فلورس
- آلدو فابریتسی
- جووانا رالی
- النا فابریتسی
- فیامتا بارالا
- اوگو گرگورتی
- ایزا بارزیتزا
- مارچلو ماسترویانی
- فدریکو فلینی
- ویتوریو دسیکا
- مارچلا میکلانجلی
- کارلا مانچینی